# スチューベンビル (オハイオ州)
スチューベンビル（Steubenville）は、アメリカ合衆国オハイオ州東部、オハイオ河畔に位置する都市。同州ジェファーソン郡の郡庁所在地である。人口は18,161人（2020年国勢調査）。オハイオ川の対岸、北東に位置するウェストバージニア州ウィアトンと共に形成している、ジェファーソン郡を中心に3郡にまたがる都市圏は116,903人（2020年国勢調査）の人口を抱えている。より広域的には、スチューベンビルは約60km東に位置するピッツバーグの広域都市圏に含まれている。
市名は1786年にこの地に建てられた、フリードリッヒ・ヴィルヘルム・フォン・シュトイベンの名を冠したスチューベン砦に由来している。現在では、スチューベン砦は復元され、一般公開されている。やがて市はオハイオ川の河港の街として、そして鉄鋼の街として、20世紀前半まで栄えた。しかし20世紀も後半に入ると、ホイーリングやウィアトンなど、近隣の鉄鋼の街と同様に、市は衰退していった。市の人口は1940年のピーク時の約1/2にまで減少した。しかし、2010年代前半、スチューベンビルの地下には2層の大規模なシェール層があることが判り、今後はシェールガスが産業と雇用をもたらすものと期待されている。
市内の至るところに20以上の壁画が描かれていることから、スチューベンビルは「壁画の街」と呼ばれている。また、スチューベンビルにはオハイオ州内に6つあるカトリックの教区の1つで、州東部および南東部を統括するスチューベンビル司教区が置かれている。同教区はフランシスコ会第三会系のフランシスカン大学スチューベンビルをはじめ、同教区管轄下の小学校・中学校・高校を1校ずつスチューベンビルに置いており、スチューベンビル市学区の公立学校と共に、スチューベンビルをオハイオ州東部における教育の中心地たらしめている。
なお、スチューベンビル市の南には、同名のスチューベンビル郡区が隣接している。両者には直接の関係は無い。

## 歴史

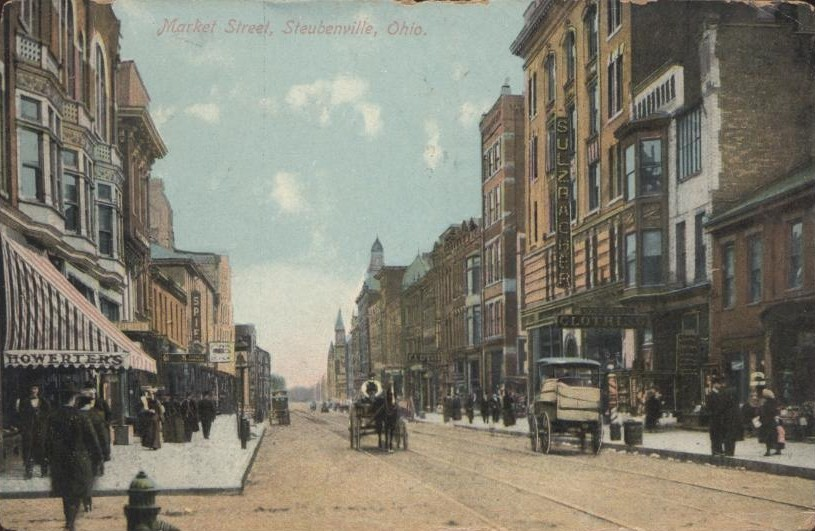
マーケット・ストリート（1910年頃）

1786年、大陸軍に代わって結成されたばかりのアメリカ合衆国陸軍第1連隊は、北西部領土の地図作成のために派遣された測量者の防護を目的として、この地で砦の建設を始めた。砦は翌1787年2月に完成し、独立戦争において将軍ジョージ・ワシントンの下で大陸軍の訓練において功績を挙げたフリードリッヒ・ヴィルヘルム・フォン・シュトイベンの名を冠してスチューベン砦と名付けられた。やがて砦の周囲に町が発展し、砦の名を取ってスチューベンビルと名付けられた。この町は、ときどきフランス語の「美しい」と英語の「街」を組み合わせたフラングレで La Belle City とも呼ばれた。測量が終わると砦は一旦は放棄されたが、その後1797年にジェファーソン郡が設けられると、その郡庁がスチューベンビルに置かれ、ボルチモア出身の測量者ベザリール・ウェルズとピッツバーグ出身の弁護士ジェームズ・ロスの2人によって街が区画された。
1803年3月1日、連邦17番目の州としてオハイオ州が成立した。1817年にはスチューベンビルで製鉄が始まっていたが、19世紀前半は、スチューベンビルは主としてオハイオ川の河港の街で、郡内の後背地は小さな村や農場で占められていた。やがて1851年、スチューベンビルは市制を施行した。1856年には、フレイジャー・キルゴア社がスチューベンビルに先駆けとなる製鉄所を建て、スチューベンビル石炭鉱業会社が操業を開始した。19世紀も後半になると各所で鉄道の建設が進み、ピッツバーグとシンシナティ、シカゴ、およびセントルイスとを結ぶピッツバーグ・シンシナティ・シカゴ・アンド・セントルイス鉄道の駅がスチューベンビルに置かれた。

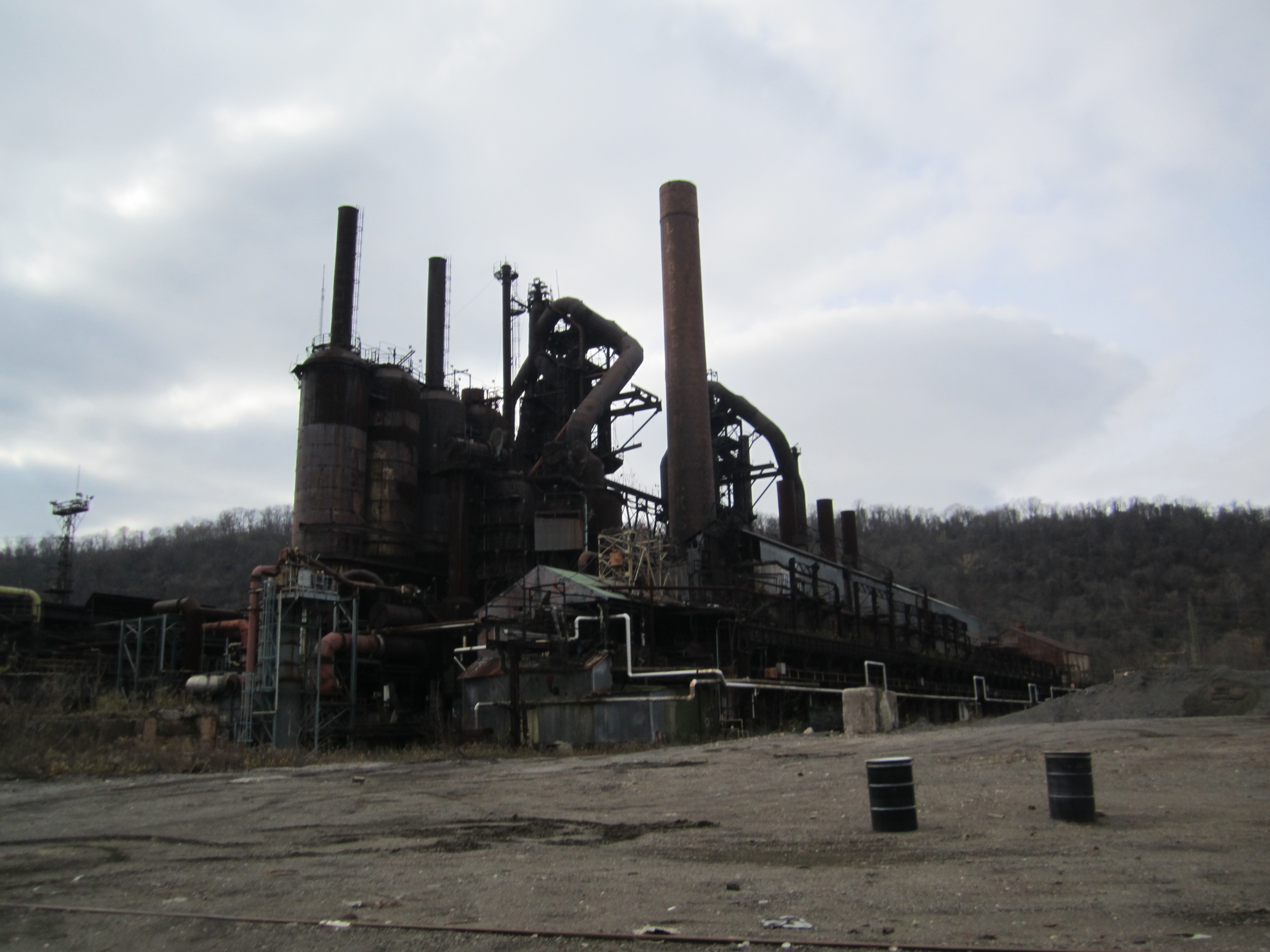
朽ち果てた市内の製鉄所の高炉跡

交通網の確立は鉄鉱石の運搬を容易にし、鉄鋼業および石炭産業の発展を促した。20世紀初頭の最盛期には、スチューベンビル地域の製鉄所は何万人もの労働者を雇い、さらに周辺の炭鉱は高炉の燃料となる石炭を掘る坑夫を何千人という単位で雇っていた。また、鉄鋼と石炭の他にも、製紙、ガラス、窯業といった産業が発展した。
しかし、20世紀も後半に入ると、アメリカ合衆国の鉄鋼業の地位低下、それに伴う全米的な経済構造の変化によって、鉄鋼業に大きく依存していたスチューベンビルの地域経済は崩壊し、市は急速に衰退へと向かった。1940年に37,651人を数えたスチューベンビルの人口は、1970年には30,771人、1980年には26,400人、1990年には22,125人と、十年率10%を超える減少を続け、2000年には2万人を切って19,015人にまで減少した。都市圏でも、1980年代から2000年代にかけて、ウィアトン・スチューベンビルは全米のどの都市圏よりも大きな人口減少幅を示した。
しかし、2010年代に入ると、スチューベンビルの地下にはマーセラス、およびその下のユーティカの2重のシェール層があることが判った。スチューベンビルは2010年時点で15.0%もの失業率を記録したが、今後はシェールガス関連産業による雇用の創出が見込まれている。

## 地理

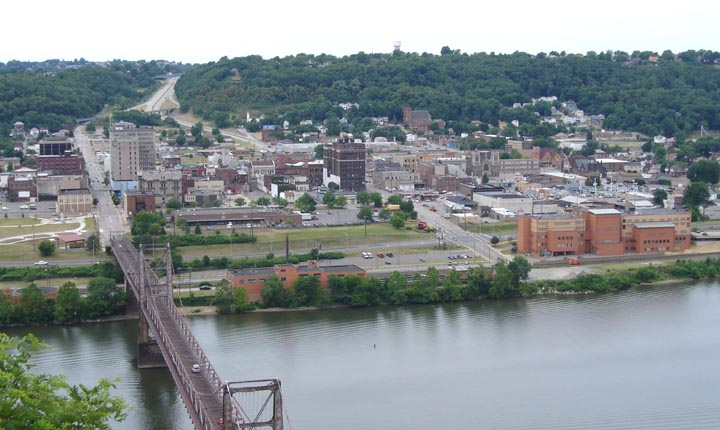
スチューベンビル市中心部全景。手前はオハイオ川。

スチューベンビルは北緯40度21分34秒 西経80度36分49秒 / 北緯40.35944度 西経80.61361度に位置している。市はウェストバージニア州との州境になっているオハイオ川に面しており、ホイーリングからは北へ約40km、ピッツバーグからは西へ約60km、州都コロンバスからは東北東へ約230kmである。
アメリカ合衆国国勢調査局によると、スチューベンビル市は総面積27.53km2（10.63mi2）である。そのうち27.32km2（10.55mi2）が陸地で0.21km2（0.08mi2）が水域である。総面積の0.76%が水域となっている。市街地はオハイオ川西岸の狭い氾濫原の上に形成されており、その西側に広がる丘陵地帯は住宅地になっている。市中心部の標高は216mであるが、市西部の丘陵地帯では標高300mを超える。
スチューベンビルの都市圏は、スチューベンビルに郡庁を置くジェファーソン郡に加えて、ウィアトンが属するウェストバージニア州ハンコック・ブルック両郡を加えた3郡にまたがっている。

### 気候
スチューベンビルはケッペンの気候区分でこそ温暖湿潤気候（Cfa）に属するものの、冬の寒さは厳しく、またエリー湖南岸のクリーブランドほどではないものの降雪も多く、実際には中西部の大部分に分布する大陸性の亜寒帯湿潤気候に近い気候である。最も暑い7月の平均気温は約23℃、最高気温の平均は約29℃で、日中はときどき30℃を超える。最も寒い1月の平均気温は氷点下2℃、最低気温の平均は氷点下6℃で、月のほとんどの日は気温が氷点下に下がる。降水量は年間を通じてほぼ平均しており、月間70-90mm程度であるが、夏季の6-8月はやや多く、月間100mmを超える。年間降水量は1,030mm程度である。また、冬季の12月から3月にかけての月間降雪量は12-23cm、年間降雪量は78.5cm程度である。
|               | 1月  | 2月  | 3月  | 4月  | 5月   | 6月   | 7月   | 8月  | 9月  | 10月 | 11月 | 12月 | 年      |
| ------------- | ---- | ---- | ---- | ---- | ----- | ----- | ----- | ---- | ---- | ---- | ---- | ---- | ------- |
| 平均気温（℃） | -1.6 | -0.3 | 4.6  | 10.7 | 16.0  | 20.8  | 22.9  | 22.3 | 18.6 | 12.3 | 6.3  | 0.4  | 11.1    |
| 降水量（mm）  | 76.2 | 63.5 | 94.0 | 88.9 | 104.1 | 106.7 | 106.7 | 88.9 | 81.3 | 71.1 | 76.2 | 76.2 | 1,033.8 |
| 降雪量（cm）  | 23.1 | 20.1 | 12.2 | 2.0  | -     | -     | -     | -    | -    | 0.3  | 5.6  | 15.2 | 78.5    |

### 都市概観
スチューベンビルの街路は中心部では比較的整然と区画されているが、丘陵の上のほうはやや入り組んでいる。南北に通る通りは、市の目ぬき通りであるマーケット・ストリートを境に南（S）と北（N）に分かれている。また、中心部にはいくつか番号のついた通りがあり、オハイオ川から離れるほど番号が大きくなる。東西に通る通りには東（E）と西（W）の区別は無い。
スチューベンビルの中心部に建つ建物はほとんどが低層のものである。市で最も高い建物は、マーケット・ストリート沿いに建つバンク・ワン・ビルディングである。この12階建て、高さ45mのライムストーン造、ボザール様式のビルは、市がまだ栄えていた頃、1922年に建てられたものである。

## 政治

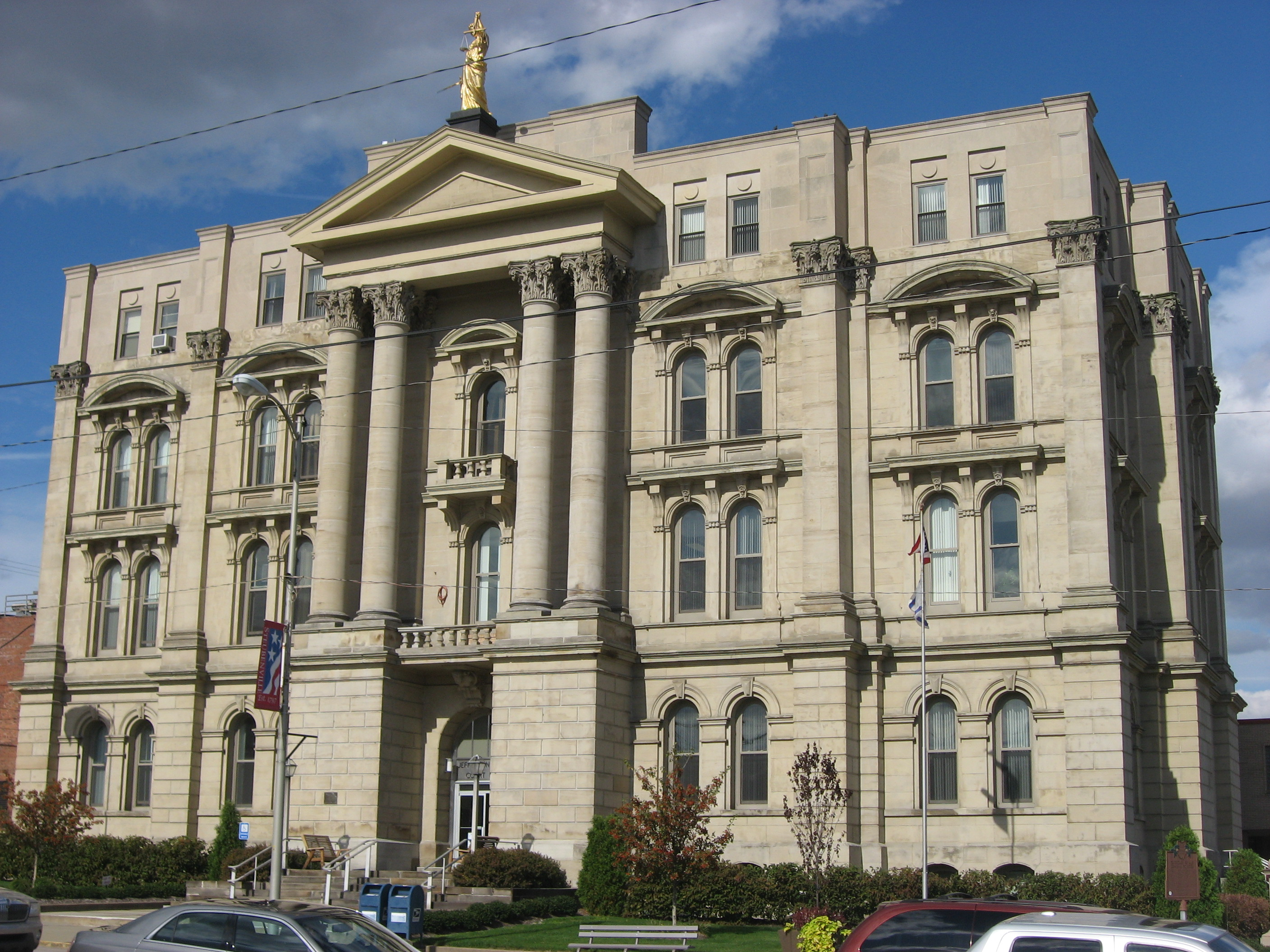
ジェファーソン郡地方裁判所

スチューベンビルは1984年以来、シティー・マネージャー制を採っている。シティー・マネージャーは市の行政実務の最高責任者であり、市議会によって任命される。シティー・マネージャーは市議会の本会議および委員会に出席し、市のプロジェクトの状況や、その他市政府に関連する事項についてアドバイスをすると共に、市政府各局を監督し、その日常業務に責任を負う。
一方、市長は公式な市の長であり、市議会の議長を務めると共に、地域や州の会議には市の代表として出席する。また、市長は市の保健理事会の長も兼務する。
市議会は市の立法機関であり、条例の制定、特定の事案に対する決議、および予算の承認に責任を持つ。市議会は7名の議員から成っており、うち6名は市を6つに分けた選挙区から1名ずつ、残り1名は全市からそれぞれ選出される。市議員の任期は4年である。

## 交通

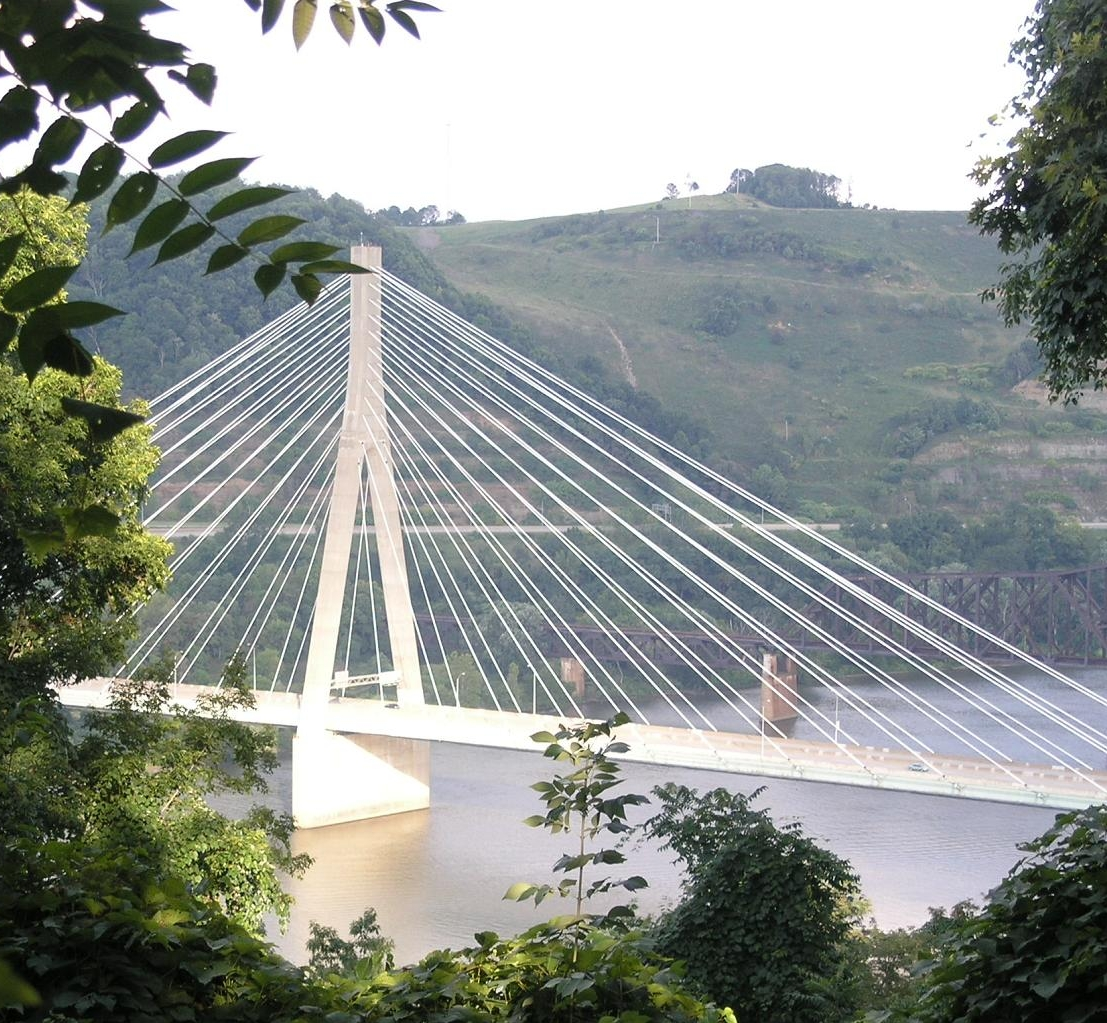
ベテランズ・メモリアル橋

スチューベンビルに最も近い商業空港は、ピッツバーグのダウンタウンの北西約22km、スチューベンビルの中心部からは北東へ約40kmに立地するピッツバーグ国際空港（IATA: PIT）である。この空港はウィアトン・スチューベンビルを含むピッツバーグ広域都市圏のみならず、ヤングスタウン、ホイーリング、モーガンタウンなど、規模の小さい空港しか持たない近隣の都市にとっても、事実上の空の玄関口となっている。市の中心部から西へ7km、西郊のウィンターズビル村の南にもジェファーソン郡エアパーク（IATA: 無し、FAA: 2G2）があるが、こちらはゼネラル・アビエーションと呼ばれる、自家用機やチャーター機などの発着が主となっている規模の小さい空港である。
スチューベンビルには州間高速道路は通っていないが、市の北を通る国道22号線が高速道路規格になっており、ピッツバーグの高速道路網につながっている。この国道22号線がオハイオ川を越える、スチューベンビルと対岸のウィアトンとを結ぶ斜張橋、ベテランズ・メモリアル橋は、それまでのフォート・スチューベン橋に代わる橋として1990年に開通したものである。また、オハイオ川沿いを通る州道7号線は、南へホイーリングの近くまで高速道路規格になっており、スチューベンビルとホイーリングの両都市圏を結ぶのみならず、I-70へのアクセス道路にもなっている。
スチューベンビルの公共交通機関としては、スチール・バレー地域交通局（SVRTA）の運営する路線バスがある。同局はスチューベンビル市内に2路線、ウィンターズビル村へ1路線、および南郊のミンゴジャンクション村へ1路線のバスを運行している。

## 教育
フランシスカン大学スチューベンビルは市の北端、オハイオ川を見下ろす丘の上に249エーカー（1,007,000m2）のキャンパスを構えている。同学は1946年にフランシスコ会の第三会が創立したカトリック系の私立大学で、学部に40（準学士5、学士35）、大学院修士課程に8つ（博士課程は無し）の専攻プログラムを有し、学部生約2,100人、大学院生約300人の学生を抱え、学生対教授の比は14:1という少人数制の教育を行っている。USニューズ&ワールド・レポート誌の大学ランキングでは、同学は中西部の「地方区の大学」の中で30位以内に入る評価を受けている。

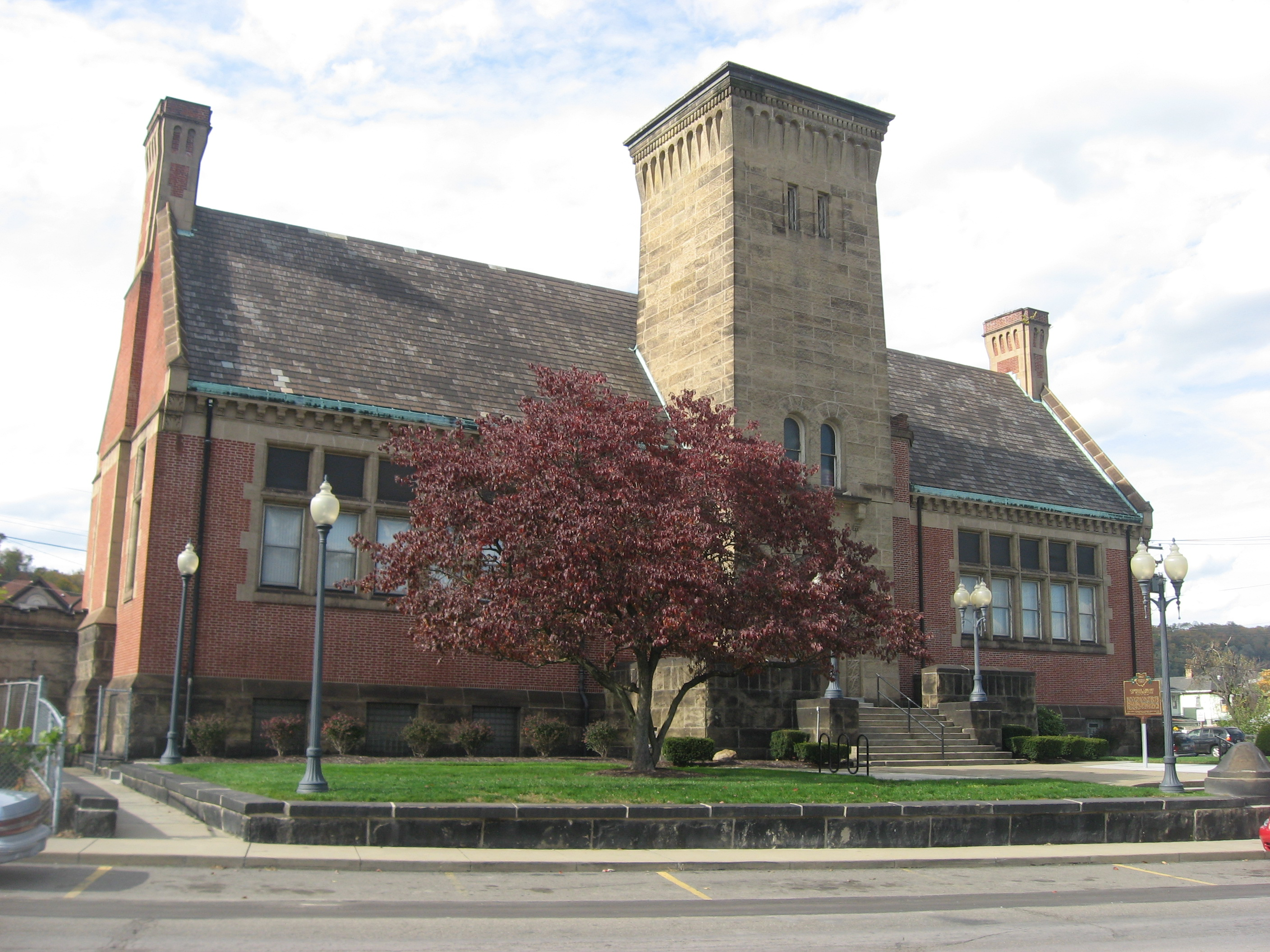
スチューベンビル・カーネギー図書館

スチューベンビルにおけるK-12課程は、主にスチューベンビル市学区の管轄下にある公立学校によってまかなわれている。同学区は小学校3校、中学校1校、高校1校を有し、約2,500人の児童・生徒を抱えている。3校の小学校のうちの1校、ウェルズ・アカデミーは、2012年に州内の全ての公立小中高校で行われた学力テストの結果、州内の小学校の中で1位になった。また、これらの公立学校に加えて、スチューベンビル市学区はSTEMアカデミーというサイバーラーニングを提供している。STEMとは Science, Technology, Engineering, and Mathematics の略で、その名が示す通り理数・工学・技術に関するインターネット講座を数多く提供しているが、それらに加えて、英語、経営、大学進学準備の講座も提供している。また、カトリックのスチューベンビル司教区は、スチューベンビル市内に小学校・中学校・高校を1校ずつ置いている。
市中心部南側、スラック・ストリートと4thストリートの南西角には、1902年に建てられたスチューベンビル・カーネギー図書館が立地している。この図書館は、現在ではジェファーソン郡全域をカバーするスチューベンビル公立図書館の本館となっている。ロマネスク建築様式のこの図書館は、1992年に国家歴史登録財に指定された。

## 文化と名所

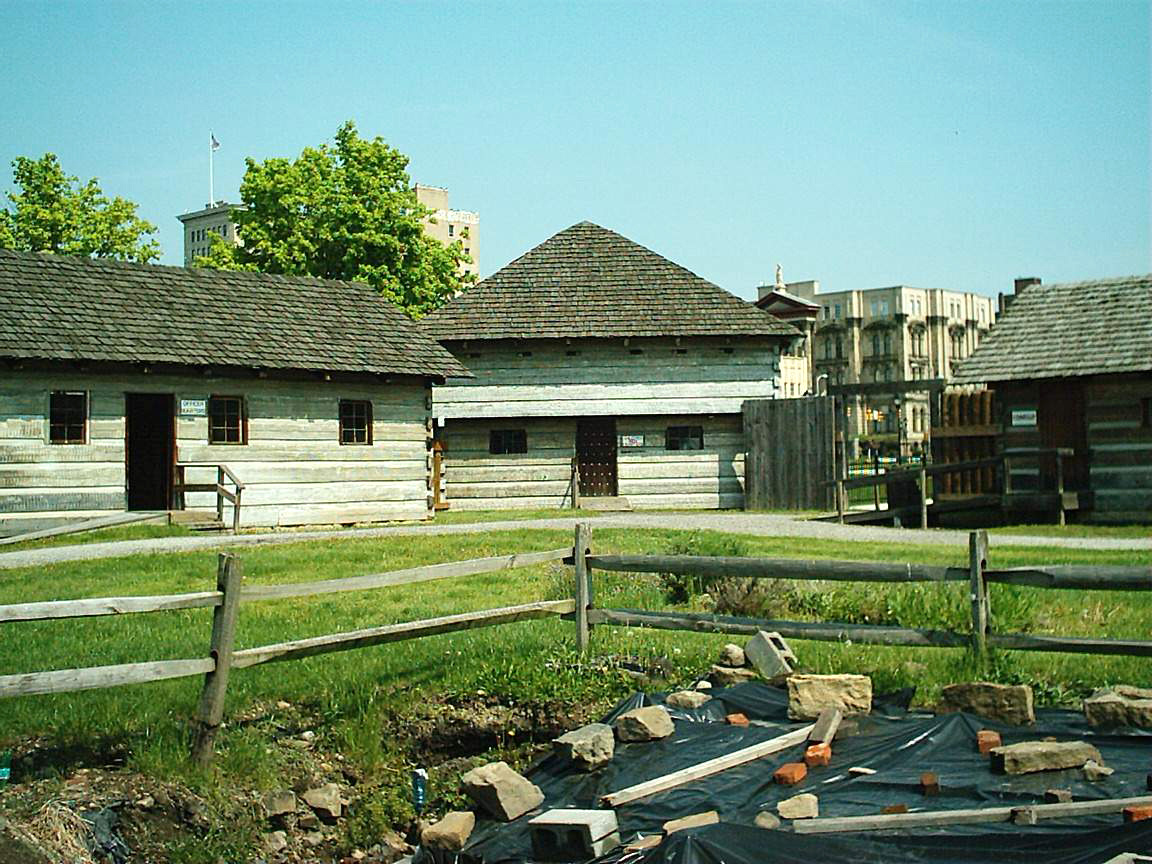
スチューベン砦

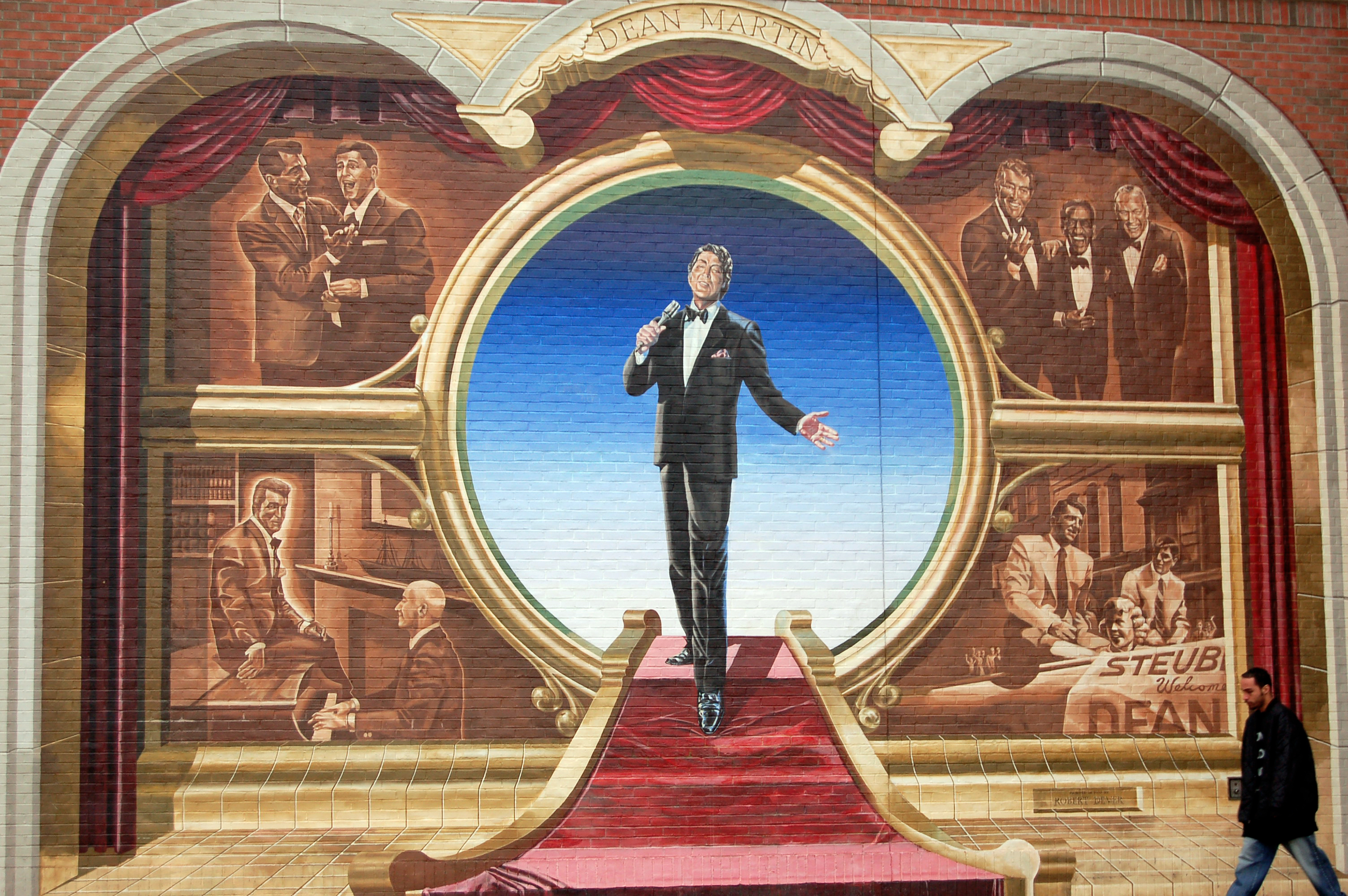
スチューベンビル出身のディーン・マーティンが描かれた壁画

市の起源となったスチューベン砦跡はマーケット・ストリートと3rdストリートの南東角のブロック一帯を占めており、その敷地は公園として整備されている。復元されたスチューベン砦は公園の南東端に立地しており、構成する建物はオハイオが辺境であった当時の兵士や測量者の生活に関する事物を展示する博物館になっている。砦の西に隣接して建っている丸太小屋は、もともとは1801年に建てられた、復元された連邦領土事務所で、内部は砦と同様に、19世紀初頭のこの地における生活に関する事物を展示する博物館になっている。公園の中央に立地するビジターセンターは、スチューベンビルのみならずオハイオ州やアメリカ合衆国の歴史に関する事物を展示する展示ホール、土産物などを販売するミュージアム・ショップ、および観光情報を提供すると共に、市中心部の至るところに描かれている壁画をめぐる散策ツアーの起点となっているインフォメーションセンターを併設している。公園の北東に立地するバークマン野外劇場は、5月から8月までの夏季、毎週木曜日にはスチューベン砦サマーコンサートシリーズとして無料の演奏会が行われるのをはじめ、様々なイベントに使われる。このほか、園内にはベテランズ・メモリアル噴水や、ジェファーソン郡200周年記念の鐘がある。また、園内ではフランシスカン大学スチューベンビルの教授によって1978年以来発掘調査が続けられており、多くの出土物がビジターセンターの展示ホールや、フランシスカン大学スチューベンビルで展示されている。

## 人口動態

### 都市圏人口
スチューベンビルの都市圏を形成する各郡の人口は以下の通りである（2010年国勢調査）。なお、2000年以降、スチューベンビルとウィアトンの市域人口が逆転しているため、都市圏の名の最初にはウィアトンの名が冠せられているが、実際に都市圏の中心となっている都市はスチューベンビルである。ピッツバーグ・ニューカッスル・ウィアトン広域都市圏全体の人口については、ピッツバーグ#都市圏人口を参照のこと。
ウィアトン・スチューベンビル都市圏
| 郡               | 州                   | 人口      |
| ---------------- | -------------------- | --------- |
| ジェファーソン郡 | オハイオ州           | 65,249人  |
| ハンコック郡     | ウェストバージニア州 | 29,095人  |
| ブルック郡       | ウェストバージニア州 | 22,559人  |
| 合計             | 合計                 | 116,903人 |

### 市域人口推移
以下にスチューベンビル市における1800年から2020年までの人口推移を表およびグラフでそれぞれ示す。
| 統計年 | 人口     |
| ------ | -------- |
| 1800年 | 731人    |
| 1810年 | 1,617人  |
| 1820年 | 2,479人  |
| 1830年 | 2,987人  |
| 1840年 | 4,247人  |
| 1850年 | 6,140人  |
| 1860年 | 6,154人  |
| 1870年 | 8,107人  |
| 1880年 | 12,093人 |
| 1890年 | 13,394人 |
| 1900年 | 14,349人 |
| 1910年 | 22,391人 |
| 1920年 | 28,508人 |
| 1930年 | 35,422人 |
| 1940年 | 37,651人 |
| 1950年 | 35,872人 |
| 1960年 | 32,495人 |
| 1970年 | 30,771人 |
| 1980年 | 26,400人 |
| 1990年 | 22,125人 |
| 2000年 | 19,015人 |
| 2010年 | 18,659人 |
| 2020年 | 18,161人 |

## 註
1. 1 2 3  Steubenville History. City of Steubenville. 2015年8月12日閲覧.
2. ↑  QuickFacts: Steubenville city, Ohio. United States Census Bureau. 2020年.
3. 1 2  QuickFacts. United States Census Bureau. 2020年.
4. 1 2  History of Fort Steuben. Historic Fort Steuben. 2015年8月9日閲覧.
5. ↑  Steubenville Murals. Discover Ohio. Ohio Development Services Agency. 2015年8月9日閲覧.
6. ↑  Home. Diocese of Steubenville. 2015年8月9日閲覧.
7. 1 2  Schools. Diocese of Steubenville. 2015年8月9日閲覧.
8. 1 2  Andrews, J.H. Centennial Souvenir of Steubenville and Jefferson County Ohio 1797-1897. Steubenville, Ohio: Herald Publishing Company. 1897年.
9. ↑  Stockwell, Mary. The Ohio Adventure. p.88. Layton, Utah: Gibbs Smith. 2006年. ISBN 9781423623823.
10. 1 2 3  Scherrer, Phyllis and Samuel Davidson. Steubenville, Ohio: Portrait of a rust belt city. World Socialist Web Site. International Committee of the Fourth International. 2013年4月8日. 2015年8月9日閲覧.
11. ↑  Barringer, Felicity. As a Test Lab on Dirty Air, an Ohio Town Has Changed. The New York Times. 2006年9月27日. 2015年8月9日閲覧.
12. ↑  Vega, Cecilia, Sarah Netter and Maggy Patrick. Boom Town: What Brings Thousands of Jobs to One Ohio Town? ABC. 2011年10月18日. 2015年8月31日閲覧.
13. ↑  Bell, Jeff. Shale boom: Steubenville catching crest of shale's economic wave. Columbus Business First. 2012年7月20日. 2015年8月31日閲覧.
14. ↑  Gough, Paul J. Steubenville, Jefferson County poised for an upswing: panel. Pittsburgh Business Times. 2014年11月19日. 2015年8月31日閲覧.
15. 1 2  Historical Weather for Steubenville, Ohio, United States of America. Weatherbase.com. 2015年8月9日閲覧.
16. ↑  Bank One Building. Emporis. 2015年8月9日閲覧.
17. ↑  City Manager. City of Steubenville. 2015年8月12日閲覧.
18. ↑  Mayor. City of Steubenville. 2015年8月12日閲覧.
19. ↑  Council. City of Steubenville. 2015年8月12日閲覧.
20. ↑  Pittsburgh Int'l. (Form 5010) Airport Master Record. Federal Aviation Administration. 2015年6月25日. 2015年8月15日閲覧.
21. ↑  Jefferson County Airpark. (Form 5010) Airport Master Record. Federal Aviation Administration. 2015年6月25日. 2015年8月16日閲覧.
22. ↑  Veterans Memorial (Weirton-Steubenville). Bridge Facts. Department of Transportation, State of West Virginia. 2015年8月16日閲覧.
23. ↑  Routes. Steel Valley Regional Transit Authority. 2015年8月16日閲覧.
24. ↑  At-A-Glance. Franciscan University of Steubenville. 2015年8月10日閲覧.
25. ↑  Our History. Franciscan University of Steubenville. 2015年8月10日閲覧.
26. ↑  Fact Book. p.7. Franciscan University of Steubenville. 2015年8月10日閲覧.
27. ↑  Best Colleges 2015: Regional Universities Midwest Rankings. p.3. U.S. News & World Report. 2014年. 2015年8月10日閲覧.
2015年版（2014年発行）では30位であった。
28. ↑  District. Steubenville City Schools. 2015年8月10日閲覧.
29. ↑  Candisky, Catherine.  Ohio’s No. 1 elementary school succeeds in an area better known for hardship. Columbus Dispatch. 2012年1月29日. 2015年8月10日閲覧.
30. ↑  STEM Academy. Steubenville City Schools. 2015年8月10日閲覧.
31. ↑  NEF CyberLearning Launches First-Ever K-99 STEM Education in Ohio. PR Newswire. 2014年9月11日. 2015年8月10日閲覧.
32. ↑  History. Public Library of Steubenville. 2015年8月10日閲覧.
33. ↑  OHIO - Jefferson County. National Register of Historic Places. 2015年8月10日閲覧.
34. ↑  Attractions, Walking Map. Historic Fort Steuben. 2015年8月16日閲覧.
35. ↑  Gibson, Campbell. Population of the 100 Largest Cities and Other Urban Places in the United States: 1790 to 1990. US Census Bureau. 1998年6月.